# Škoda 2Tr
Škoda 2Tr – model czechosłowackiego trolejbusu z końca lat 30. XX wieku; jego konstrukcja była oparta na budowie poprzedniego modelu trolejbusu – Škody 1Tr; części mechaniczne produkowano w zakładach Škody w Mladej Boleslavi, a elektryczne w zakładach Škody w Pilznie, będącymi niegdyś jednym konglomeratem.

## Opis
Škoda 2Tr to trójosiowy trolejbus wysokopodłogowy. Po lewej stronie nadwozia umieszczono dwoje drzwi. W porównaniu z prototypowym modelem 1Tr, wydłużono długość nadwozia, obniżono poziom podłogi i zwiększono liczbę silników.
W roku 1938 zbudowano pięć trolejbusów. W latach 1938–1939 wszystkie pojazdy skierowano do Pragi, gdzie jeździły do roku 1953, kiedy to zostały sprzedane do Pilzna. W latach 1956–1960 były sukcesywnie wycofywane z eksploatacji.

## Dostawy
| Państwo                   | Miasto         | Typ            | Lata dostaw    | Liczba | Numery taborowe |       |
| ------------------------- | -------------- | -------------- | -------------- | ------ | --------------- | ----- |
| Protektorat Czech i Moraw | Praga          | 2Tr            | 1938–1939      | 5      | 315–319         | [ 1 ] |
| Łączna liczba:            | Łączna liczba: | Łączna liczba: | Łączna liczba: | 5      |                 |       |